# Società missionaria delle Filippine
La Società missionaria delle Filippine (in latino Societas Missionaria Philippinarum; in inglese Mission Society of the Philippines) è una società clericale di vita apostolica di diritto pontificio: i sodali della compagnia pospongono al loro nome la sigla M.S.P.

## Storia
Il primo progetto per l'erezione di una società missionaria venne presentato nel gennaio 1964 alla conferenza episcopale filippina da Epifanio Surban Belmonte, vescovo di Dumaguete.
Il 1º maggio 1965 il cardinale Lorenzo Antonetti, a Tayud, benedisse il suolo e posò la prima pietra di quella che sarebbe stata la casa madre dell'istituto (la fondazione venne fatta coincidere con il quarto centenario dell'evangelizzazione delle Filippine).
Ottenuto il nulla osta della congregazione per l'Evangelizzazione dei Popoli (30 novembre 1977), il 26 marzo 1978 l'arcivescovo di Cebu, Julio Rosales y Ras, emise il decreto di erezione della società.
La società ricevette della Santa Sede il riconoscimento di istituzione di diritto pontificio il 6 gennaio 2009.

## Attività e diffusione
Lo scopo della società è quello di reclutare, formare e supportare i missionari filippini per l'apostolato all'estero.
I membri sono presenti in numerosi paesi asiatici (Corea del Sud, Giappone, Taiwan, Thailandia) e in altre nazioni del mondo (Australia, Paesi Bassi, Regno Unito, Stati Uniti d'America); la casa generalizia è a Makati.
Alla fine del 2015, la società contava 86 membri (69 dei quali sacerdoti) e 45 case.